# Perioada Campbell
Perioada Campbell (1972) (titlu original The Early Asimov) este o culegere de povestiri science fiction aparținând lui Isaac Asimov. Ea cuprinde texte scrise în perioada de început a carierei literare a autorului, când acesta a fost îndrumat de John W. Campbell, care l-a publicat și promovat în cadrul revistei sale Astounding Science Fiction. Fiecare povestire este însoțită de un comentariu al autorului, care detaliază viața și cariera sa literară din perioada scrierii textului respectiv.

## Conținut
- The Callistan Menace1
- În jurul Soarelui (Ring Around the Sun)
- Magnifica descoperire (The Magnificent Possesion)
- Tendințe (Trends)
- O armă prea teribilă (The Weapon Too Dreadful to Use)
- Black Friar of the Flame1
- Metișii (Half-Breed)
- Simțul tăinuit (The Secret Sense)
- Homo Sol (Homo Sol)
- Metișii de pe Venus (Half-Breeds on Venus)
- The Imaginary1
- Ereditate (Heredity)
- History1
- Crăciun pe Ganymede (Christmas on Ganymede)
- Omulețul din metrou (The Little Man on the Subway) - cu Frederik Pohl
- Inițierea (The Hazing)
- Superneutronul (Super-Neutron)
- Nimic nu este definitiv (Not Final!)
- Drepturi nescrise (Legal Rites) - cu Fredrik Pohl
- Pisicuța temporală (Time Pussy)
- Autor! Autor! (Author! Author!)
- Death Sentence1
- Fundătura (Blind Alley)
- Nicio legătură (No Connection)
- The Endochronic Properties of Resublimated Thiotimoline1
- Cursa reginei roșii (The Red Queen's Race)
- Pământul-mamă (Mother Earth)

1 Aceste povestiri nu apar în traducerea românească. 

## Intriga

### În jurul Soarelui
Aceasta este a cincea povestire a lui Asimov, fiind scrisă în a doua jumătate a lunii august 1938. El i-a înmânat-o personal lui John W. Campbell pe 30 august, dar acesta a respins-o. Următoarea destinație a fost revista Thrilling Wonder Stories, care a respins-o la rândul său. Ea a fost acceptată în cele din urmă de Charles D. Horning pe 5 februarie 1939 și publicată în numărul din martie 1940 al revistei Future Fiction. La data scrierii textului, Asimov intenționa ca acesta să fie primul dintr-o serie care să-i includă pe cei doi protagoniști, Jimmy Turner și Roy Snead. Până când povestirea a ajuns să fie publicată, autorul și-a pierdut interesul față de cele două personaje, pe care le-a înlocuit ulterior cu un alt duo, Powell și Donovan, prezent în Seria Roboților.
Turner și Snead, care se consideră cei mai buni piloți ai Poștei Spațiale, intră în posesia unei nave noi cu care trebuie să facă o cursă poștală între Pământ și Venus. Nava este dotată cu un nou câmp de forță care îi permite să refracteze radiația solară, astfel încât să poată trece în siguranță la douăzeci de  milioane de mile de Soare, scurtând durata obișnuită a călătoriei de la șase la două luni. În timpul cursei, cei doi constată că nava își îndeplinește cu bine menirea, dar acest lucru duce la scăderea temepraturii la bord, aceasta ajungând până la minus patruzeci de grade Fahrenheit. Ajunși pe Venus, cei doi piloți furioși află că, dacă ar fi citit instrucțiunile primite, ar fi aflat că pot ajusta intensitatea Câmpului Deflector, permițând unei cantități de radiație solară să pătrundă în navă și să-i păstreze temperatura normală.

### Magnifica descoperire
Aceasta este a noua povestire a lui Asimov, redactată la sfârșitul lunii noiembrie 1938 sub titlul Amonium. Thrilling Wonder Stories a respins-o, lucru care l-a descurajat pe autor, dar acceptarea povestirii În jurul Soarelui de către cei de la Future Fiction l-a determinat să le-o trimită acestora. Editorul Charles D. Hornig a acceptat-o, schimbându-i titlul și a publicat-o în numărul din iulie 1940. Asimov a remarcat că recitirea ulterioară a povestirii l-a făcut să se rușineze și să fie mulțumit că nu a trimis-o lui Campbell, care mai mult ca sigur că ar fi respins-o.
Walter Sills, un chimist din New York, decoperă o metodă de placare a metalului cu amoniu pur, o tehnologie mai ieftină decât clasica placare cu nichel sau crom. În ciuda faptului că nu a apucat să testeze pe deplin procesul, el reușește să-și facă publică descoperirea, lucru care îi creează o serie de probleme cu gangsterii care vor să-i fure formula și cu politicienii care vor să-l exploateze. Sills speră să poată vinde invenția unui magnat din industria oțelului, dar în ultimul moment își dă seama că mirosul pestilențial generat în procesul placării o va face neviabilă din punct de vedere comercial.

### Tendințe
Povestirea are la bază un studiu condus de Asimov referitor la rezistența asocială în fața schimbărilor tehnologice. Scriitorul a fost mirat în special de o serie de articole scrise de Simon Newcomb la începutul secolului XX, în care se argumenta că zborul aparatelor mai grele ca aerul este imposibil din punct de vedere fizic - dacă a existat o rezistență la schimbările tehnologice timpurii, și-a spus el, s-ar putea să apară o rezistență socială la zborul cosmic. În decembrie 1938, Asimov a scris o povestire pe care a intitulat-o "Ad Astra", în care apărea și rezistența la propunerea zborului pe Lună, pe care a trimis-o revistei Astounding pe 21 decembrie 1938. Pe 29 decembrie 1938, Asimov a primit o scrisoare de la Campbell, care îl invita la o discuție; editorului i-a plăcut ideea rezistenței la zborul cosmic - idee pe care nu o mai întâlnise până atunci - și i-a cerut lui Asimov să rescrie povestirea cu acea idee ca element central. Versiunea revizuită a acestei a zecea povestiri scrise de Asimov a ajuns la Campbell pe 24 ianuarie 1939, fiind publicată în numărul din iulie 1939 al revistei Astounding Science Fiction. Ea a devenit astfel a treia povestire publicată de Asimov și prima care a apărut în această prestigioasă revistă.

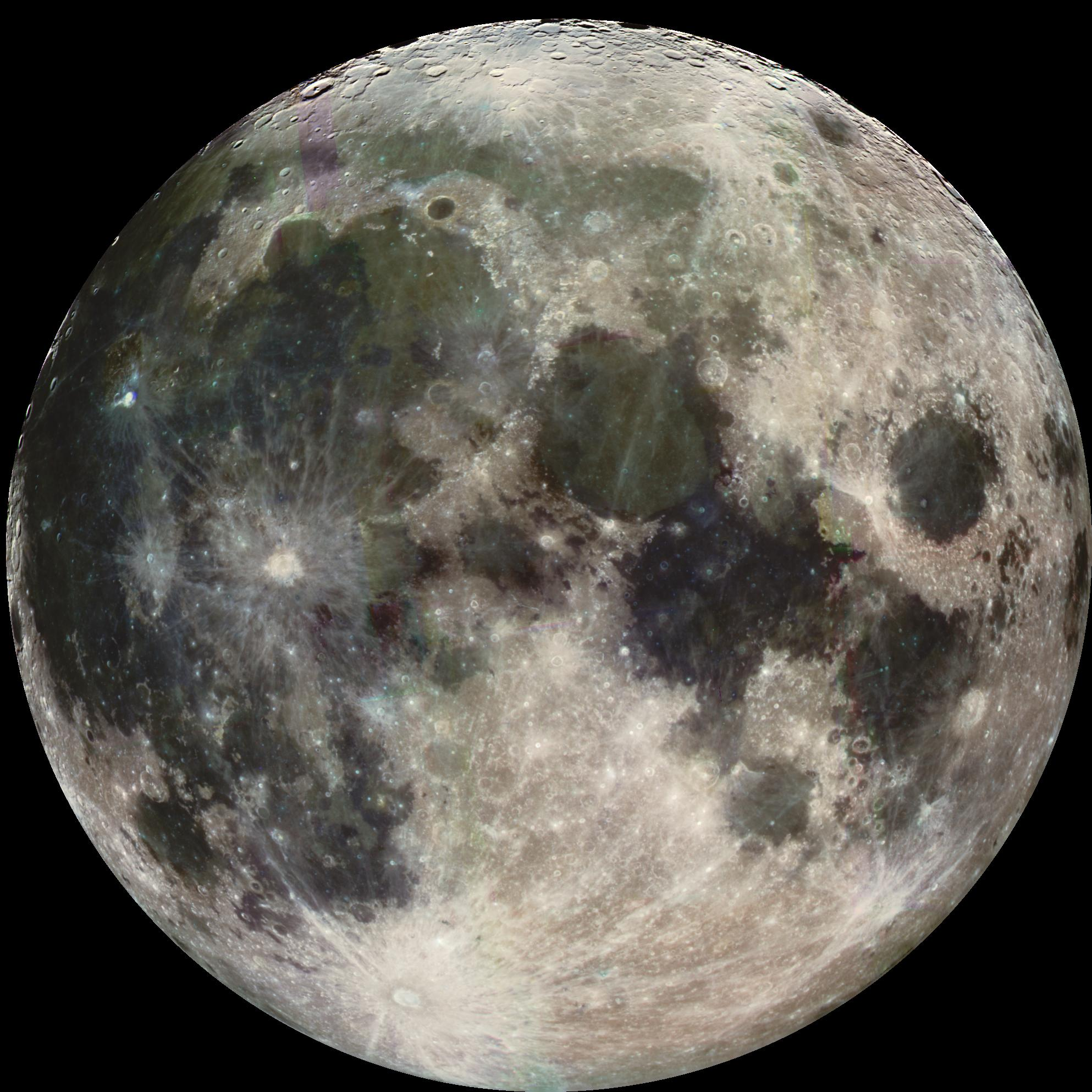
"Tendințe" relatează povestea unui prim zbor fictiv în jurul Lunii.

În anul 2008 Clifford McKenny povestește cum șeful său, John Harman, se pregătea să zboare spre Lună cu racheta Prometheus în anul 1973. Pe 14 iulie 1973, cu o zi înaintea lansării, ziarul Clarion îl acuză pe Harman de blasfemie, pentru că îndrăznește să profaneze cerurile cu racheta sa, avertizând guvernul că, dacă nu se ia nicio măsură, cetățenii vor lua problema în propriile mâini. În ciuda presiunile conducerii institutului de cercetare, îngrijorat de opoziția populară, Harman rămâne ferm pe poziție. Prometheus explodează în momentul lansării - sabotat de unul dintre tehnicieni, omorând 28 de membri ai unei mulțimi ostile conduse de evanghelistul Otis Eldredge. Congresul adoptă o lege care scoate în afara legii experimentele cu rachete, iar McKenny îl răpește din spital pe Harman - gata să fie linșat de oamenii evanghelistului - și îl duce la ferma unchiului său din Minnesota.
Peste șase luni, Harman e pregătit să încerce din nou și îl trimite pe McKenny la Chicago să-i aducă averea și să recruteze o mână de ingineri de încredere. Timp de cinci ani, Harman supraveghează construirea noii rachete, în timp ce adepții lui Eldredge preiau controlul Congresului și restricționează cercetarea științifică. Harman lansează noua rachetă și, după ce ocolește Luna, revine pe Pământ. Reușita lui, coroborată cu moartea lui Eldredge, stârnește o reacție populară împotriva mișcării antiștiințifice a adepților acestuia din urmă.

### O armă prea teribilă
Această a unsprezecea povestire scrisă de Asimov a fost a doua publicată, în numărul din mai 1939 a revistei Amazing Stories (și retipărită în numărul din august 1965 al aceleiași reviste). Asimov speculează că editorul revistei, Raymond A. Palmer, ar fi cumpărat povestirea în februarie 1939 deoarece avea nevoie rapid de un material pentru numărul din mai.
Pământenii au colonizat planeta Venus, tratând speciile inteligente locale ca ființe inferioare fără drepturi (amintind de regimul de apartheid și de Legea Jim Crow). Un venusian îi arată prietenului său pământean ruinele unui oraș străvechi, unde descoperă detaliile unei arme abandonată cu milenii în urmă pentru că era prea teribilă. Odată cu începutul dominației pământene, rezistența venusiană folosește arma împotriva orașelor. Efectul ei este acela de a deconecta creierul de mintea și, foarte curând, venusienii preiau controlul planetei de la coloniștii fără apărare. Pământul se predă și semnează un tratat de pace cu venusienii, care distrug arma.

### Metișii
Această a cincisprezecea povestire a lui Asimov, scrisă în iunie 1939, a fost trimisă pe rând la  Amazing Stories și Astounding Science Fiction, înainte ca Frederik Pohl să o plaseze în luna octombrie revistei Astonishing Stories, în care va apărea în luna februarie 1940.
Savantul Jefferson Scanlon încearcă să descopere o metodă ieftină de a genera energie nucleară. El este ajutat în munca lui de un metis orfan pe care l-a adoptat, Max, care are un părinte marțian și unul uman și, de aceea, este disprețuit și trata ca sub-uman de către majoritatea populației. Atingerea rezultatului dorit face din Scanlon un om bogat și faimos. Pentru ca Max să nu se mai simtă singur, el decide să își folosească averea pentru a adopta toți metișii fără locuință de pe Pământ și să le construiască un oraș în Ohio, unde să-și poată edifica propria societate lipsită de prejudecăți. Metișii îl ajută pe Scanlon în cercetările sale și, cincizeci de ani mai târziu, acesta cere guvernului să le dea drepturi civile complete metișilor, al căror oraș a prosperat și despre care savantul susține că sunt mai inteligenți ca oemnii și vor deveni într-o zi rasa conducătoare din sistemul solar. Dar metișii sunt convinși că oficialitățile îi văd ca pe o amenințare și își construiesc trei nave interplanetare, cu ajutorul cărora vor să plece pe Venus, invitându-l pe Scanlon să îi însoțească.

### Simțul tăinuit
Povestirea a fost scrisă în 1939 și trimisă lui John W Campbell, care a respins-o. Agentul lui Asimov din acea perioadă, Frederik Pohl, nu a reușit să o vândă nicăieri și, în cele din urmă, a fost publicată fără onorariu în numărul din martie 1941 al revistei Cosmic Stories.
Lincoln Fields, un pământean bogat din New York care trăiește pe Marte, discută despre meritele simțurilor vizual și auditiv extrem de bine dezvoltate la oameni, spre deosebire de marțieni. Prietenului său marțian, Garth Jan, îi scapă mențiunea că marțienii au un simț secret. După multe strădanii, Field reușește să îl facă pe Garth Jan să cedeze presiunilor sale și să îi injecteze un hormon care activează în el acel simț pentru câteva minute. Fields devine capabil să experimenteze minunile muzicale ale unui instrument marțian prin intermediul culorilor, sunetelor și mirosurilor, care se contopesc într-un singur simț, indescriptibil.

### Homo Sol
Povestirea a fost publicată în numărul din septembrie 1940 al revistei  și formează, alături de povestirile "The Imaginary" și "Inițierea", trilogia Homo Sol. A fost a nouăsprezecea povestire scrisă de Asimov, a opta publicată și a doua care a apărut în Astounding. John W. Campbell a insistat ca Asimov să rescrie pasaje ale povestirii pentru a o alinia cu vederile sale rasiale, ceea ce l-a determinat pe autor să evite ulterior să-i mai trimită povestiri cu personaje extraterestre.
Federația Galactică a dezvoltat psihologia la rangul unei științe cu ecuații cantitative și soluții comportamentale - o idee care va fi dezvoltată ulterior în cadrul psihoistoriei din Seria Fundația. Solarienii (oameni, sau Homo Sol) au descoperit zborul prin hiperspațiu și au ajuns pe o planetă din Alpha Centauri, dovedind astfel că își merită locul în rândul Federației Galactice a speciilor umanoide inteligente. Dar oamenii refuză invitația de a se alătura Federației și, mai mult, dovedesc o înclinație războinică nepotrivită cu legile psihologice sacrosante stabilite de milenii de către psihologii Federației. Dar un maestru psiholog pe nume Porus reușește să manipuleze masele solariene, convingându-le să accepte intrarea în Federație.

### Metișii de pe Venus
Asimov a fost rugat de Fred Pohl să scrie o continuare a povestirii "Metișii", ceea ce autorul a făcut în lunile aprilie și mai ale anului 1940. Povestirea i-a fost trimisă lui Pohl pe 3 iunie, iar acesta a acceptat-o pe 14, publicând-o în numărul din decembrie 1940 al revistei Astonishing. A fost a douăzecea povestire scrisă de Asimov, a zecea publicată, prima continuare a unei alte povestiri, prima care să fie ilustrată pe coperta unei reviste și, la cele 10.000 de cuvinte, cea mai lungă povestire publicată până atunci de Asimov. Autorul a recunoscut că personajul Irene și-a primit numele de la o studentă la chimie de la Columbia University de care se îndrăgostise.
Navele metișilor coboară pe Venus. Fii lui Max, Arthur și Henry stabilesc bazele unei așezări care să îi țină pe metiși departe de ochii oamenilor și descoperă o creatură amfibiană prietenoasă care comunică prin telepatie. Oamenii își stabilesc și ei o așezare în apropiere, fără a fi conștienți de vecinătatea metișilor, care cer ajutorul amfibienilor. Aceștia îi ajută să se folosească de niște reptile carnivore periculoase pentru a distruge așezarea umană, ceea ce îi face pe aceștia din urmă să caute alte zone pe Venus unde să își construiască orașele, ceea ce le va da timp metișilor să se pregătească pentru întâlnire.

### Ereditate
Asimov a scris a douăzeci și treia sa povestire în luna august 1940, intitulând-o "Twins". John W. Campbell a respins-o pe 29 august, iar Frederik Pohla acceptat-o pe 4 septembrie, modificându-i titlul și publicând-o în numărul din arilie 1941 al revistei Astonishing Stories. Aceasta a fost a doua povestire a lui Asimov care a fost ilustrată pe coperta revistei. După apariția ei, tânărul fan science fiction Scott Meredith (Feldman) i-a atras atenția că la înceutul povestirii apar două personaje despre care nu se mai aude ulterior; această atenționare l-a făcut pe Asimov ca, de atunci încolo, să acorde mai multă atenție detaliilor scrierilor sale.
Doi gemeni identici, Allen și George Carter, au fost separați la naștere în cadrul unui experiment. Allen este crescut pe Pământul dezvoltat, în timp ce George ajunge în societatea provincială de frontieră de pe Ganymede. La aniversarea a douăzeci și cinci de ani, cei doi fac conuștință și primesc misiunea de a conduce ferma familiei, aflată pe Marte. Deși inițial nu se agreează, necesitatea de a coopera în fața problemelor îi face pe cei doi să se împrietenească.

### Crăciun pe Ganymede

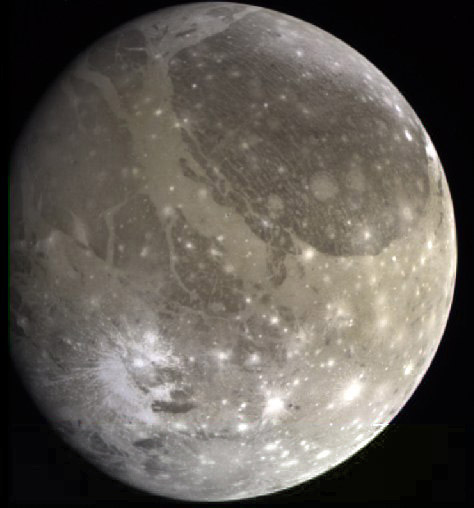
Ganymede din spațiu. În povestire, Ganymede are atmosferă, floră și faună nativă.

Aceasta este a douăzeci și șasea povestire scrisă de Asimov și a nouăsprezecea publicată, apărând în numărul din ianuarie 1942 al revistei Startling Stories. În autobiografia In Memory Yet Green, Asimov spunea despre povestire: "Am încercat să fiu amuzant, bineînțeles. Simțeam nevoia să fiu amuzant și apelasem deja la umor în mai multe povestiri. Dar a scrie amuzant este mai dificil decât a săpa șanțuri. Un text poate fi scris binișor, sau cu un suspans acceptabil, sau destul de ingenios și e în regulă. Dar niciun text nu poate fi cât de cât amuzant; el sau este amuzant, sau nu e amuzant deloc. Nu există cale de mijloc." Ulterior, cronologia Seriei Fundației publicată în Thrilling Wonder Stories a inclus această povestire, alături de "The Portable Star".
Oamenii de pe Ganymede se află în fața unei crize cauzate de Olaf Johnson, care le povestește localnicilor despre Moș Crăciun. Aceștia vor o vizită din partea Moșului, în caz contrar producția ganymedană fiind grav afectată. Vizita este înscenată cu Johnson în rolul principal, iar localnicii sunt atât de încântați încât cer ca Moșul să îi viziteze în fiecare an ganymedan - adică o dată la șapte zile.

### Omulețul din metrou
În 1941, Frederik Pohl a scris o povestire sub pseudonimul James MacCreigh, dar, nemulțumit de rezultat, l-a rugat pe Asimov să o rescrie. Textul rezultat a fost respins de Campbell, dar a fost în cele din urmă vândută revistei Fantasy Book în 1950.
Patrick Cullen, care conduce un metrou în New York, este mirat să vadă că nimeni nu coboară până la capătul liniei, stația Flatbush. Uluirea sa continuă pe măsură ce metroul pornește mai departe, trecând prin stații care nu există. El îl întâlnește pe Mr Crumley, un om care îl convinge să creadă în el ca într-un zeu. Alături de alți credincioși, Cullen reușește în cele din urmă să îl detroneze pe Crumley, iar metroul reintră în stația Flatbush.

### Inițierea
Aceasta este a treisprezecea povestire scrisă de Asimov și a douăzeci și opta publicată de el. Datorită unei ciudățenii a industriei publicării revistelor SF, ea a apărut în numărul din octombrie 1942 al revistei Thrilling Wonder Stories, cu câteva luni înaintea altei povestiri din seria Homo Sol, "The Imaginary", a cărei acțiune o precede.
La câțiva ani duă ce oamenii speciei Homo Sol s-au alăturat Federației Galactice, un grup de studenți pământeni vine să studieze la Univesitatea Arcturus. La puțin timp după aceea, ei sunt răpiți și duși pe o planetă locuită doar de ființe primitive ținute în carantină până când vor ajunge să descopere zborul prin hiperspațiu. Deși răpitorii se așteptau ca studenții să se panicheze, ei reacționează complet neașteptat: îi conving pe primitiv că sunt zei veniți din stele.

### Superneutronul
Povestirea a apărut în numărul din septembrie 1941 al revistei Astonishing Stories. Inițial, ea se dorea a fi prima dintr-o serie, dar Asimov nu a reușit să mai găsească idei pentru a o continua.
În anul 2144, patru prieteni prânzesc împreună o dată pe lună, cu ocazia acestei întâlniri fiecare dintre ei relatând câte o povestire care trebuie să fie o minciună complexă și fantastică, dar să pară adevărată. La a șaptesprezecea întâlnire, un oaspete - Gilbert Hayes - cere permisiunea să relateze și el o povestire. El relatează că, cu cinsprezece ani în urmă, a descoperit o planetă fără câmp gravitațional care a pătruns în sistemul solar prin polul sud celest, rămânând ascunsă altor astronomi. Hayes compară planeta cu un "superneutron" și pretinde că se îndreaptă spre Soare, pe care îl va lovi peste o oră, distrugându-l în același fel în care un neutron produce fisiunea nucleului de uraniu.
Povestea relatată de Hayes implică observații și teorii astronomice complexe, susținute de negative fotografice expuse prin intermediul cărora cei patru disting o pată neagră pe discul soarelui. La oar 2:09:30 pm, Hayes anunță că superneutronul a lovit soarele, iar Pământul va fi distrus peste opt minute. Când fenomenul așteptat nu se produce, Hayes emite ipoteza că Soarele este similar nucleului de cadmiu - spre deosebire de nucleul de uraniu al altor stele - și e capabil să absoarbă superneutronul fără să fisioneze. Deși inițial ceilalți patru vor să îl facă membru al societății lor, el este descalificat deoarece el credea cu tărie că povestea sa era adevărată.

### Nimic nu este definitiv
Povestirea a apărut în numărul din octombrie 1941 al revistei Astounding Science Fiction. Povestirea ilustrează tensiunea dintre știința "teoretică" (care susține pe baza ipotezelor că un lucru nu este posibil) și cea "practică" (care demonstrează că este posibil).
Coloniștii de pe Ganymede descoperă existența vieții inteligente pe suprafața planetei Jupiter și stabilesc un cod de comunicare cu aceasta, făcând schimb de informații științifice. Când își dau seama că oamenii nu sunt ca ei, locuitorii de pe Jupiter încetează comunicațiile și amenință să distrugă ceea ce ei consideră o formă inferioară de viață. Savanții de pe Ganymede își dau seama că nativii de pe Jupiter nu-și pot pune amenințarea în practică, deoarece nu pot părăsi laneta fără tehnologia câmpului de forță, imposibil de pus în practică acolo.
În drum spre Pământ, oamenii își dau seama că acest câmp de forță poate fi folosit într-un mod la care nu se gândiseră. Deși folosirea lui un timp mai îndelungat provoacă explozie, oprirea și pornirea repetată la frecvențe înalte înlătură acest pericol. Acțiunea acestei povestiri continuă în "Victorie involuntară", o povestire din Seria Roboților.

### Drepturi nescrise
Ideea acestei povestiri i-a aparținut lui Pohl, iar textul rezultat nu a putut fi vândut de Asimov. Prin urmare, i l-a dat lui Pohl care l-a rescris (sub pseudonimul James MacCreigh) și i-a schimbat textul, vânzându-l câțiva ani mai târziu, când Asimov uitase deja de el. Povestirea a apărut în numărul din septembrie 1950 al revistei Weird Tales.
Russell Harley călătorește într-o regiune izolată din SUA pentru a-și lua în primire moștenirea lăsată de unchiul său, Harley Hall. Aflând că locuința este bântuită de o fantomă, Harley fuge îngrozit, dar un străin misterios întâlnit într-un bar îl convinge să încerce să controleze musafirul nepoftit. Fantoma apelează la un avocat, pretinzând că este spectrul unei persoane căreia i-a aparținut casa și își cere drepturile legale. Problema ajunge la tribunal, unde Harley este de acord cu pretențiile fantomei stabilind un precedent: începând din acel moment, toate fantomele din Statele Unite capătă dreptul legal de a bântui casele.

### Pisicuța temporală
Campbell i-a cerut lui Asimov să scrie povestiri pentru o nouă categorie de science fiction, intitulată "probabilitate zero". După ce i le-a respins pe primele două - "Big Game" și "Prima lege" - el a acceptat-o pe a treia, deși fără entuziasm. Asimov a fost de acord să folosească un pseudonim pentru povestire - pentru a încuraja noi scriitori să scrie texte de genul "probabilitate zero" - și a ales la întâmplare numele George E. Dale. Povestirea a apărut în numărul din aprilie 1942 al revistei Astounding.
Naratorul relatează o poveste auzită de la un prospector de asteroizi, referitoare la un animal asemănător unei pisici care exista în patru dimensiuni. Această "pisicuță temporală" urla cu douăzeci și patru de ore înainte de a vedea un hoț și își digera mâncarea cu trei ore înainte de a o fi înghițit. Savanții pământeni ar fi fost dispuși să plătească un milion de dolari pentru rămășițele conservate ale unui asemenea animal, dar acesta putrezea prea repede după moarte. Prospectorii vin cu ideea de a înmuia o pisicuță temporală în apă chiar înainte de momentul morții, apoi să o înghețe instantaneu, dar tentativa lor eșuează.
Povestire a fost tradusă anterior de Faur Agachi ca „Specie dispărută” și a fost publicată în Jurnalul SF, nr. 104 din 1995.

### Autor! Autor!
Scrisă în 1943 din dorința autorului de a publica un text fantasy în Unknown, povestirea a fost vândută revistei dar nu a fost publicată din cauza crizei hârtiei datorată războiului. În ciuda acestui lucru, ea a apărut după douăzeci de ani într-o antologie a povestirilor apărute în acea revistă.  
Graham Dorn, un scriitor de romane polițiste de succes, află că una dintre cele mai faimoase creații literare ale lui, detectivul Reginald de Meister, a devenit real. Acesta îi uzurpă viața scriitorului și încearcă să îi fure logodnica, dar este împiedicat în cele din urmă de apariția iubitei lui din cărți, Sancha Rodriquez. 

### Fundătura
Povestirea a apărut în numărul din martie 1945 al revistei Astounding Science Fiction și, deși postulează o rasă non-umană inteligentă, aparține universului Fundației, în perioada Imperiului Galactic Trantorian. 
Cei câțiva supraviețuitori ai unei rase extraterestre au fost mutați de pe planeta lor muribundă pe Cepheus-18, o planetă ocupată de oameni care se dorește o combinație de grădină zoologică, laborator și rezervație naturală. Administratorul imperial vrea să ajute creaturile care se îndreaptă încet-încet spre extincție, folosind cunoștințele pe care le are în legătură cu funcționarea birocrației Imperiului. El reușește astfel să le pună la dispoziție un cargou cu ajutorul căruia să plece din galaxie către Norul lui Magellan pentru a-și găsi o casă proprie, deși acest lucru este interzis de politica oficială.
Golan Trevize afirmă în Fundația și Pământul că nicio navă nu a pătruns în Norul lui  Magellan, în galaxia Andromeda sau în alte galaxii îndepărtate. Nu se știe dacă Asimov intenționa să lege romanele cu această povestire, dar în 'A doua trilogie a Fundației' - o serie de cărți autorizată de patrimoniul Asimov - este menționată o specie extraterestră care pare a se încadra în aceleași circumstanțe cu extratereștrii din această povestire

### Nicio legătură
Povestirea a fost publicată pentru prima dată în numărul din iunie al revistei Astounding Science Fiction
Omenirea a dispărut în viitorul îndepărtat, fiind înlocuiți - în America, cel puțin - de o rasă care descinde din urși și trăiește în comunități care fac comerț una cu alta și au o știință similară celei din perioada pre-atomică a omenirii. Arheologul Raph află despre debarcarea pe coasta estică a unei rase necunoscute, aparent descendentă a cimpanzeilor, care aduce cu rasa dispărută a cărei existență încearcă să o dovedească. Știința nou.veniților este mai avansată, iar comportamentul lor este unul agresiv, bănuindu-se că ar vrea să invadeze și să colonizeze teritoriile americane.

### Cursa reginei roșii
Povestirea, apărută în numărul din ianuarie 1949 al revistei Astounding Science Fiction, face aluzie la psihoistoria aprofundată în Seria Fundația și la "Cursa Reginei Roșii" din cartea lui Lewis Carroll Prin oglindă.
Evenimentele povestirii privesc o investigație dintr-o centrală nucleară rămasă fără energie și moartea cercetătorului Elmer Tywood. Investigația scoate la lumină faptul că Tywood descoperise o metodă de a trimite obiectele înapoi în timp și că plănuia să schimbe lumea prin oferirea de cunoștințe avansate de chimie Greciei elenistice. Agenții guvernamentali își dau seama că aceste schimbări introduse în cursul istoriei pot cauza dispariția omenirii conform efectului fluturelui. Cercetările îi aduc la ușa lui Mycroft James Boulder, un profesor asistent de filozofie la care Tywood apelase pentru traducerea cărților de chimie în greaca veche. Însă acesta, conștient de implicațiile planului lui Tywood, tradusese doar atât cât să nu intre în contradicție cu relatările istorice.

### Pământul-mamă
Nuveleta a fost scrisă între 1 și 10 octombrie 1948 și a apărut în numărul din mai 1949 al revistei Astounding Science Fiction, fiind considerată ca aparținând Seriei Roboților.
Pământul este pe punctul de a se confrunta cu coloniile sale, care folosesc roboți pozitronici și obstrucționează imigrarea pământenilor. Războiul e pe cale să înceapă, iar unele zvonuri răspândesc ideea că pământenii ar fi realizat o armă necunoscută. Auroranii nu cred în această amenințare și, după ce suprimă o mișcare locală favorabilă pământenilor, cer coloniilor să se alieze împotriva Pământului. Războiul care începe este pierdut de Pământ, rutele sale comerciale sunt pierdute, iar călătoria dincolo de sistemul solar interzisă. Abia acum se dezvăluie faptul că tocmai acesta era scopul armei necunoscute: înfrângerea îi va obliga pe pământeni să facă reformele necesare, să folosească roboți și să controleze natalitatea, în timp ce coloniile vor slăbi și se vor diviza.
Nuveleta pare a umple golul existent între primele povestiri cu roboți și Cavernele de oțel, dar finalul ei vine în contradicție cu evenimentele prezentate în roman. Explicația ar putea fi că reformele dorite de arma necunoscută nu au avut succes, conducând la starea de lucru existentă la începutul Cavernelor de oțel. O altă contradicție pare a fi aceea că, în nuveletă, ultima lume colonizată este Hesperus, nu Solaria, așa cum se spune în Soarele gol. O explicație posibilă ar fi că, la vremea evenimentelor din nuveletă, Solaria nu fusese colonizată încă (în cărțile din Seria Roboților se afirmă că Solaria nu a fost colonizată de pământeni, ci de o altă colonie), ipoteză care ar avea o oarecare acoperire în descoperirea listei lumilor spațiene din romanul Fundația și Pământul - lista conține 7 coloane cu câte 7 planete, o a opta coloană cu numele Solariei apărând ca și cum ar fi fost adăugată ulterior.

## Povestiri care nu apar în traducerea românească

### The Callistan Menace (Pericolul calistan)
Ideea povestirii (numită inițial "Stowaway") i-a venit lui Asimov după prima întâlnire cu Campbell, pe 21 iunie 1938 și a început să lucreze la ea după ce prima sa povestire, "Cosmic Corkscrew", a fost respinsă pe data de 23. Pe 10 iulie a terminat-o și i-a dus-o personal lui Campbell pe data de 18, care a respins-o din cauza "impresiei de amatorism și forțare". Pe 3 august Asimov a trimis-o întâi la Thrilling Wonder Stories, apoi la Amazing Stories din Chicago, ambele reviste respingând-o. În vara anului 1939, Asimov a rescris povestirea (schimbându-i titlul în "Magnetic Death") și a trimis-o din nou către Thrilling Wonder și Amazing, cu același rezultat. Câteva luni mai târziu, prietenul lui Asimov, Frederik Pohl, a devenit editor la două noi reviste, Astonishing Stories și Super Science Stories, acceptând povestirea pe 16 noiembrie 1939 și publicând-o în prima revistă în numărul din aprilie 1940, după ce i-a schimbat titlul în "The Callistan Menace". Aceasta este a doua povestire publicată de Asimov și cea mai veche povestire a sa care încă mai există. Numele personajului Stanley Fields are la bază numele fratelui mai tânăr al lui Asimov, Stanley.
Nava Ceres primește misiunea de a explora satelitul jupiterian Callisto, pentru a vedea ce s-a întâmplat cu celelalte șapte nave care au aterizat acolo în ultimii 25 de ani și despre care nu s-a mai auzit niciodată. Echipajul descoperă un pasager clandestin la bord, băiatul de treisprezece ani Stanley Fields, pe ca îl adoptă ca mascotă. Ajuns pe Callisto, echipajul descoperă nava precedentă intactă, dar este atacat de niște ceaturi ieșite dintr-un lac din apropiere, care îi paralizează pe oameni prin intermediul câmpului magnetic. Cu ajutorul mascotei, nava și echipajul reușesc în cele din urmă să scape cu viață și să părăsească satelitul.

### Black Friar of the Flame (Păzitorul flăcării)
Asimov a început lucrul la povestirea numită inițial "Pilgrimage" pe 4 martie 1939, trimițându-i-o lui Campbell pe 21 martie. Trei zile mai târziu, a primit o scrisoare de refuz în care scria: "Ideea poate sta la baza unei povestiri interesante, dar în stadiul actual nu e destul de bună." Asimov nu a fost descurajat și a trimis o versiune revizuită pe 25 aprilie, pe care Campbell a respins-o din nou, cerându-i să o rescrie. A treia versiune, trimisă pe 9 mai, s-a soldat cu același rezultat, dar Campbell i-a sugerat lui Asimov să lase deoparte povestirea timp de câteva luni și abia apoi să revină la ea. Noua versiune, terminată pe 1 august și trimisă pe 8 august, a fost respinsă pe 6 septembrie deoarece Campbell primise de la Robert A. Heinlein o povestire pe aceeași temă, If This Goes On—, care era mai bună. Când Pohl a devenit editor, Asimov i-a trimis povestirea, pe care prietenul său a respins-o argumentând că finalul era slab. După ce a mai rescris-o de două ori și i-a schimbat titlul în "Galactic Crusade", Asimov a aflat pe 15 august 1941 că editorul revistei Planet Stories, Malcolm Reiss, era interesat de povestire. După încă o rescriere - care a înlăturat dimensiunea religioasă - Reiss a acceptat povestirea pe 7 octombrie 1941, publicând-o în primăvara anului 1942 cu titlul "Black Friar of the Flame" și republicând-o în 1952 în Tops in Science Fiction.
La mii de ani în viitor, o rasă reptiliană de pe Vega stăpânește o treime din galaxie, inclusiv Pământul, restul galaxiei fiind ocupată de o serie de planete umane mulțumite să-și mențină status quo-ul. Pământul este centrul unui cult ai cărui adepți fac un pelerinaj anual acolo, fiind mulțumiți cu conducerea reptiliană atâta vreme cât nu interferează cu cultul lor. Naționalistul pământean Russell Tymball decoperă un plan de evacuare și distrugere a Pământului, ca prim pas al unei a doua ofensive reptiliene împotriva oamenilor. El o convinge pe conducătoarea cultului de pericol și împreună cer ajutorul celorlalte lumi umane. Războiul se desfășoară pe muchie de cuțit, dar oamenii înving în cele din urmă.
Povestirea are reputația de cea mai proastă creație a lui Asimov, în parte și datorită titlului ales de Reiss și rescrierea ei continuă l-a determinat pe Asimov ca, pe viitor, să publice povestirile așa cum le-a scris sau după o singură revizuire. Totuși, în povestire sunt prezente elemente care vor sta la baza Seriei Fundația: apar pentru prima dată planetele Trantor și Santanni, iar circumstanțele unui Pământ aflat în fața unui vast imperiu sunt similare celor din romanul O piatră pe cer. Lupta descrisă în povestire are la bază Bătălia de la Salamina.

### The Imaginary (Imaginarul)
După vânzarea povestirii "Metișii de pe Venus", o continuare a povestirii "Metișii", Asimov i-a sugerat lui Campbell scrierea unei continuări la "Homo Sol", lucru acceptat fără entuziasm de editor. Deoarece povestirea nu conținea conflictul oameni-extratereștri din prima povestire, Campbell a respins-o și, astfel, ea a apărut în numărul din noiembrie 1942 al revistei Super Science Stories. Din cauza unor ciudățenii ale industriei publicării revistelor de science fiction, povestirea a apărut la o lună după cea de-a treia povestire a seriei Homo Sol, "Inițierea".
Psihologul Tan Porus de la Universitatea Arcturus vine cu o explicație scandaloasă pentru mintea unei specii de calmari, folosind numere imaginare în timpul pașilor intermediari pentru a ajunge la rezultate reale care se potrivesc comportamentului observat la calmari. Doi dintre studenții săi folosesc o tehnologie care folosește câmpul magnetic pentru a induce reacții în animalele nevertebrate pentru a ajunge la numerele imaginare din rezultatul ecuațiilor calmarilor. Experimentul are rezultate catastrofale, creatura ajungând să emită un 'câmp letal' de radiație de un tip necunoscut, a cărui răspândire necontrolată poate provoca moartea tuturor animalelor și plantelor. Porus pune la punct o metodă de a opri expansiunea, schimbând nivelul pH-ului apei din rezervorul calmarului peste 3.0 și distrugând câmpul cu ajutorul unui acid.

### History (Istorie)
Povestirea a fost scrisă în prima jumătate a lunii septembrie a anului 1940 și trimisă pe 13 septembrie lui Campbell, care a respins-o. Frederik Pohl a acceptat-o pe 11 octombrie și a publicat-o în numărul din martie 1941 al revistei Super Science Stories.
Savantul marțian Ullen studiază istoria Pământului. Populația redusă îi face pe marțieni un popor pașnic, pentru care războiul dintre Pământ și Venus este o curiozitate. Totuși, istoria marțiană menționează o armă antică, despre care pământenii sunt curioși să afle detalii. Însă marțienii nu au cărți științifice, iar singurele informații pe care le pot da sunt că arma transforma fierul, nichelul și cobaltul în praf. Pământenii insistă, deoarece sunt pe cale de a pierde războiul, și descoperă în cele din urmă că savanții lor lucrează la un dispozitiv similar, iar informațiile primite de la marțieni îi ajută să-și finalizeze propriul proiect și să câștige războiul.

### Death Sentence (Condamnare la moarte)
Povestirea a fost publicată în numărul din noiembrie 1943 al revistei Astounding Science Fiction
Theo Realo, un cercetător excentric, pretinde că și-a petrecut o parte din viață pe o planetă îndepărtată obscură, unde a descoperit dovezi ale unei Federații Galactice dispărute, cu un fundament psihologic mult mai avansat decât cel cunoscut. Cercetările întreprinse pe baza mărturiilor lui aduc la iveală documente de mii de ani, cărora li se alătură mărturia lui Realo cum că psihologii anticei Federații Galactice au creat o lume de roboți pozitronici pe care el ar fi vizitat-o. Actuala Federație se teme că, dacă roboții vor descoperi călătoria prin hiperspațiu, vor deveni un adversar de temut și decide să îi distrugă. Revoltat, Realo pleacă să îi avertizeze pe roboții din orașul în care aterizase, numit New York.

### The Endochronic Properties of Resublimated Thiotimoline (Proprietățile endocronice ale tiotimolinei resublimate)
Această povestire din 1948 este scrisă sub forma unui articol științific, în care Asimov descrie proprietățile unui compus chimic fictiv, tiotimolina. Ulterior, el a mai scris trei povestiri în care descrie diferitele proprietăți și utilizări ale substanței.

## Povestiri pierdute
În anexa cărții Perioada Campbell, Asimov listează primele șaizeci de povestiri scrise de el la sfârșitul anilor '30 și în anii '40, dintre care unsprezece nu au fost publicate niciodată și au fost pierdute în cele din urmă.
- "Cosmic Corkscrew" (Tirbușonul cosmic) - prima povestire a lui Asimov a fost scrisă între 29 mai 1937 și 19 iunie 1938 și relata istoria uni om care călătorește în viitor și descoperă Pământul pustiit. Din cauza naturii cuantice a timpului, îi este imposibil să călătorească înapoi în timp într-o perioadă apropiată pentru a afla ce s-a întâmplat. Asimov i-a trimis povestirea lui Campbell pe 21 iunie, iar acesta a respins-o. Povestirea nu s-a vândut niciodată și, în cele din urmă, s-a pierdut.

- "This Irrational Planet" (Această planetă nebună) - a patra povestire a lui Asimov a fost scrisă în luna august a anului 1938 și tot ce și-a mai amintit autorul despre ea după treizeci de ani a fost că planeta din titlul era Pământul și avea 3.000 de cuvinte. Povestirea a fost trimisă pe 25 august revistei Thrilling Wonder Stories care a respins-o pe 24 septembrie, refuz urmat de cel al altor șase reviste, printre care și Astounding. Povestirea nu s-a vândut niciodată și, în cele din urmă, s-a pierdut.

- "The Weapon" (Arma) - a șasea povestire a lui Asimov a fost scrisă în luna septembrie a anului 1938 și a fost respinsă de câteva ori înainte de a fi acceptată de Super Science Stories și publicată în numărul din mai 1942 sub pseudonimul H. B. Ogden. TReizeci de ani mai târziu, Asimov uitase că a publicat-o și a trecut-o în cartea Perioada Campbell în rândul povestirilor pierdute, dar a redescoperit publicarea ei în timp ce lucra la autobiografia In Memory Yet Green (1979) și a inclus-o în Secțiunea 30.

- "Paths of Destiny" (Cărările destinului) - a șaptea povestire a lui Asimov a fost scrisă în luna octombrie a anului 1938 și trimisă revistei Astounding pe 28 octombrie. Campbell a respins-o și, treizeci de ani mai târziu, Asimov nu a mai reușit să-și amintească nimic despre conținutul ei. Povestirea nu s-a vândut niciodată și, în cele din urmă, s-a pierdut.

- "Knossos in its Glory" (Gloria Cnossos-ului) - a opta povestire a lui Asimov a fost scrisă în luna noiembrie a anului 1938 și repovestea mitul lui Tezeu în termeni SF. Povestirea a fost trimisă revistei Astounding pe 22 noiembrie, fiind respinsă, apoi editorului Charles D. Hornig de la Science Fiction  pe 7 mai 1939. Două zile mai târziu, acesta a respins-o și el. Povestirea nu s-a vândut niciodată și, în cele din urmă, s-a pierdut.

- "The Decline and Fall" (Declinul și prăbușirea) - a douăsprezecea povestire a lui Asiomov a fost scrisă în februarie 1939 și trimisă revistei Astounding pe data de 21 a aceleiași luni, fiind respinsă patru zile mai târziu. Treizeci de ani mai târziu, Asimov nu a mai reușit să-și amintească nimic despre conținutul povestirii. Povestirea nu s-a vândut niciodată și, în cele din urmă, s-a pierdut.

- "Life Before Birth" (Viață prenatală) - a șaptesprezecea povestire a lui Asimov a fost scrisă în vara anului 1939 și trimisă revistei Unknown pe 11 iulie, fiind respinsă opt zile mai târziu. Weird Tales a respins-o și ea și, treizeci de ani mai târziu, Asimov nu și-a mai amintit nimic legat de ea, în afara faptului că era o povestire fantasy. Povestirea nu s-a vândut niciodată și, în cele din urmă, s-a pierdut.

- "The Brothers" (Frații) - a optsprezecea povestire a lui Asimov a fost scrisă între 11 septembrie și începutul lui octombrie. Era povestea a doi frați, unul bun și unul rău, dintre care unul realizase o invenție științifică. Asimov a trimis-o revistei Astounding pe 5 octombrie, dar a fost respinsă șase zile mai târziu. Povestirea nu s-a vândut niciodată și, în cele din urmă, s-a pierdut.

- "The Oak" (Stejarul) - a douăzeci și doua povestire a lui Asimov a fost scrisă în vara anului 1940 și povestea despre un stejar care servea drept oracol și furniza texte ambigue. Asimov a trimis-o revistei Unknown pe 16 iulie, care a respins-o, apoi revistei Weird Tales, unde a avut aceeași soartă. Povestirea nu s-a vândut niciodată și, în cele din urmă, s-a pierdut.

- "Masks" (Măști) - a douăzeci și noua povestire a lui Asimov a fost scrisă pe 3 februarie 1941 și trimisă revistei Unknown pe data de 10 a aceleiași luni, fiind respinsă.  Povestirea nu s-a vândut niciodată și, în cele din urmă, s-a pierdut. Treizeci de ani mai târziu, singurul lucru pe care și l-a mai amintit Asimov despre povestire a fost că era un text fantasy de 1.500 de cuvinte.

- "Big Game" (Jocul cel mare) - a treizeci și noua povestire a lui Asimov a fost scrisă pe 17 noiembrie 1941 pentru categoria "Probabilitate zero" creată de Campbell. Editorul a respins povestirea și același lucru l-a făcut și revista Collier's Weekly în 1944, lucru care l-a determinat pe Asimov să o extindă și să o reintituleze "The Hunted", trimițând-o revistei Thrilling Wonder Stories pe 30 octombrie 1946. Noul refuz l-a determinat să o re-trimită revistei Astounding, care a respins-o din nou și ambele versiuni ale povestirii au dispărut. După publicarea cărții Perioada Campbell, un fan pe nume Matthew Bruce Tepper a găsit o copie a versiunii originale printre hârtiile lui Asimov de la Boston University, ceea ce l-a determinat pe autor să o publice în antologia Before the Golden Age.

## Opinii critice
Lester del Rey a recomandat culegerea de povestiri remarcând faptul că, prin tipar și necesitate, nu conține "povestiri pe care autorul să le considere printre cele mai bune". El a descris comentariile lui Asimov ca "minunat de consistente - și extrem de amuzante".

## Traduceri în limba română
- 1998 - Perioada Campbell, Ed. Teora, Colecția SF nr. 27, traducere Mihai-Dan Pavelescu, ISBN 973-601-351-0
- 1999 - Perioada Campbell, Ed. Teora, Colecția SF nr. 27, traducere Mihai-Dan Pavelescu, 416 pag., ISBN 973-601-351-0